# Xexex
Xexex (ゼクセクス, Zekusekusu) é um jogo eletrônico lançado pela empresa Konami em 1991, e chegou na América do Norte com o nome Orius. Em japonês o título é lido como zekusekusu, que em português pode ser pronunciado como “zeksex”. É categorizado como um jogo de tiro espacial, bidimensional, de perspectiva horizontal, ou seja, a nave é vista de lado, e sempre se move seguindo a direção direita da tela. Algumas características que marcam Xexex são o sofisticado desenho gráfico, o aspecto futurista e o notável som estéreo em 16-bit. Xexex possui um estilo de jogo que lembra o famoso R-Type, da empresa Irem, principalmente pela existência de uma máquina orgânica – o Flint – acoplado junto à nave. Xexex foi relançado na coletânea Salamander Portable para o PlayStation Portable em 2007. Pode-se afirmar que o jogo foi um predecessor de outro jogo de tiro espacial, chamado Axelay, que foi lançado para o sistema Super NES no início dos anos 90. Xexex possuía cerca de 10 megabit de dados. Pode ser jogado por um ou dois jogadores simultaneamente na tela. Tem uma paleta de 2048 cores (16-bit) e resolução de 384 por 256 pixels.

## Jogabilidade
O jogador leva a sua nave por dez planetas diferentes. Cada planeta representa uma fase do jogo, que possui um chefe de fase no final.
Podia-se controlar a nave usando dois botões e o manche direcional. O primeiro botão é o de tiro. Mantendo-o pressionado, o tiro se concentra, aumentando seu poder de fogo. O segundo botão desprende a máquina orgânica Flint para longe da nave principal, danificando a nave inimiga que estiver no seu raio de alcance. Apertando-se novamente esse botão, o Flint volta vagarosamente na direção da nave principal.

### O Flint
Flint é uma avançada máquina orgânica auxiliar, que fica sempre acoplada à nave controlada pelo jogador. O Flint é usado para situações de ataque a distância. Também pode ser usado como um escudo. Acoplado junto à nave, ele protege a nave principal de determinados tipos de tiros lançados por naves inimigas. O Flint pode evoluir à medida que o jogador avança no game, podendo desenvolver grandes tentáculos articulados, letais para as naves inimigas que se aproximam de seu raio de ação.

## História
No futuro, a princesa Elaine, do planeta E-Square, pede ajuda aos humanos para que seu planeta não seja aniquilado por forças inimigas. A humanidade alcançou o conhecimento avançado de poder viajar a imensas distâncias, podendo visitar inúmeros planetas da galáxia. Sua missão é entrar a bordo do Flint Lock, uma avançada nave que possui partes orgânicas, e adentrar em diversos planetas para encontrar e aniquilar o inimigo.